# Okatan
Okatan ist ein türkischer männlicher Vorname und Familienname.

## Bekannte Namensträger

### Familienname
- Emre Okatan (* 1991), türkisch-österreichischer Fußballspieler
- Fikriye Selen-Okatan (* 1975), türkische Boxerin